# كامي بيل
كاميرون بيل (بالإنجليزية: Cameron "Cammy" Bell)‏ وهو لاعب كرة قدم إسكتلندي في مركز حراسة المرمى ولد في يوم 18 سبتمبر 1988، يلعب حالياً مع نادي رينجرز وسبق له اللعب مع كوين أوف ساوث ونادي مونتروز ونادي كيلمارنوك ولعب مع منتخب إسكتلندا لكرة القدم ويبلغ طوله 183 سم.

## روابط خارجية
- كامي بيل على موقع الاتحاد الإسكتلندي (الإنجليزية)
- كامي بيل على موقع قاعدة بيانات كرة القدم.إي يو (الإنجليزية)
- كامي بيل على موقع ناشيونال فوتبول تيمز (الإنجليزية)
- كامي بيل على موقع Soccerbase.com (لاعب) (الإنجليزية)
- كامي بيل على موقع Soccerway.com (الإنجليزية)